# Sclerophrys kassasii
El sapo del delta del Nilo o sapo de Damietta (Sclerophrys kassasii) es una especie de anfibios anuros de la familia Bufonidae.

## Distribución geográfica y hábitat
Es endémica de la cuenca del Nilo, desde Luxor hasta el delta (Egipto). Su rango altitudinal oscila entre 0 y 150 m s. n. m..
Su hábitat natural incluye pantanos, marismas de agua dulce, corrientes intermitentes de agua dulce, tierra arable, áreas urbanas y canales y diques.